# Ione Butler
Ione Butler is een actrice uit het Verenigd Koninkrijk. Ione Butler is vooral bekend vanwege haar bijdrage aan het augmented reality-spel Ingress. In Ingress zorgt ze voor de Ingress Update serie.